# Bosson (Gossina)
Pour les articles homonymes, voir Bosson.
Bosson est une localité située dans le département de Gossina de la province de Nayala dans la région de la Boucle du Mouhoun au Burkina Faso.